# Rhypotoses ruptata
Rhypotoses ruptata är en fjärilsart som beskrevs av Walker 1862. Rhypotoses ruptata ingår i släktet Rhypotoses och familjen tofsspinnare. Inga underarter finns listade.